# Resident Evil 3 (игра, 2020)
Resident Evil 3 (в Японии известна как Biohazard RE:3) — компьютерная игра, являющаяся ремейком игры Resident Evil 3: Nemesis 1999 года, а также продолжением двух предыдущих ремейков серии — Resident Evil (2002) и частично Resident Evil 2 (2019).
Игра была разработана подразделением Capcom M-Two и Red Works при содействии другой компании Capcom K2. Игра была анонсирована в 2019 году для игровых платформ PlayStation 4, Xbox One и Windows. Выпуск состоялся 3 апреля 2020 года. В июне 2022 года была выпущена обновлённая версия Resident Evil 3 для PlayStation 5 и Xbox Series X/S. В сентябре 2022 года была анонсирована облачная версия игры для Nintendo Switch, которая вышла 18 ноября.

## Игровой процесс
Как и ремейк Resident Evil 2, который вышел годом ранее, Resident Evil 3 является трёхмерной игрой с видом от третьего лица. Несмотря на то, что официально ремейк не позиционируется как экшен-игра, в сравнении с оригинальной игрой 1999 года представляет собой по сути динамичный шутер, в котором хоррор-составляющая практически отсутствует. Как и в Resident Evil 2 2019 года, игроку нужно экономить боеприпасы, следить за показателем здоровья и носить с собой только самые необходимые предметы экипировки.
Возможности свободно изучать Раккун-Сити не предусмотрено, доступны лишь отдельные локации, включая заправку, офисы, больницу, магазины и другие места в городе. Некоторый из доступных локаций — лабиринт в канализации — стал просторнее. Нож больше не ломается, но это нельзя использовать в качестве последнего средства самозащиты. От Немезиса рекомендуется убегать, хотя иногда можно задержать его, за что выдаются редкие патроны и улучшения для оружия. Безопасные комнаты остаются надёжным укрытием. Также доступен упрощённый режим — аналог низкого уровня сложности, на котором восстанавливается здоровье, враги слабее и много боеприпасов.
Руководитель игры Киёхико Саката объяснил, что разработчики хотели показать контраст между Немезисом и Тираном из Resident Evil 2, а также выстроить связь с паразитами Лас-Плагас в Resident Evil 4.
Продолжительность основной кампании меньше, чем в Resident Evil 2. Повествование линейное, в отличие от оригинала, нет разветвлённости сюжета, поэтому в игре есть только одна концовка.

## Сюжет
Сюжет разворачивается после событий игры Resident Evil (1996) и её ремейка (2002), продолжая историю Джилл Валентайн — члена спецподразделения S.T.A.R.S. (Special Tactics and Rescue Service — «Специальная тактическая и спасательная служба»). Джилл, спасённая пилотом Брэдом Викерсом по сюжету первой игры, на этот раз пытается выбраться из города Раккун-Сити, который охвачен зомби-эпидемией из-за утечки Т-вируса, разработанного корпорацией Umbrella. Действия также происходят за сутки до сюжета Resident Evil 2, а также спустя 2 дня после.
Джилл Валентайн, отстранённая от службы после событий первой части, пережидает эпидемию в своей квартире. После звонка от её коллеги, Брэда Викерса, в квартиру врывается «Немезис» — искусственно-выведенный суперсолдат-мутант, охотящийся за членами отряда S.T.A.R.S., которых в городе осталось всего двое — Брэд и сама Джилл. Спасаясь бегством, Джилл встречает на улице Брэда, и вместе они пытаются выбраться из города, но при столкновении с заражёнными Брэд был укушен и, жертвуя собой ради Джилл, остаётся сдерживать толпу зомби. Немезис догоняет Джилл и едва не убивает, но её спасает наёмник по имени Карлос Оливейра. Карлос отводит Джилл в безопасную зону — станцию метро, где его сослуживцы из военизированной группы UBCS (Umbrella Biohazard Countermeasure Service — «Служба противодействия биоугрозам корпорации Umbrella»), пытаются привести в действие поезд для эвакуации граждан из города. Лидер отряда, Михаил Виктор, уговаривает Джилл помочь им с запуском поезда, В поисках способа запустить поезд, Джилл наблюдает за ситуацией, где ещё один сослуживец Карлоса — Николай Зиновьев — убивает одного из наёмников их отряда, заподозрив того в заражении, чем посеял подозрения в Джилл.
Подключив электростанцию и проложив маршрут поезда из диспетчерской, Джилл вновь сталкивается с Немезисом, на сей раз вооружённым огнемётом, и даёт ему бой на крыше недостроенного дома. Укрывшись на станции метро, Джилл готовится покинуть город вместе с выжившими, но Михаил отсылает Карлоса вместе с его напарником — Тайреллом — в полицейский участок, где должен находиться ключевой научный сотрудник Umbrella доктор Натаниэль Бард. Поезд не успевает покинуть город: на него проникает Немезис, и, убив эвакуируемых жителей, идёт за Джилл. Николай сбегает, нарочно заблокировав дверь между вагонами, оставляя Джилл и Михаила на растерзание монстру. Смертельно раненный Михаил подрывает себя взрывчаткой в надежде остановить Немезиса. От взрыва поезд слетает с рельс.
Тем временем Карлос и Тайрелл добираются до полицейского участка, где становятся свидетелями последней встречи заражённого Брэда Викерса и Марвина Брана, офицера полиции из предыдущей игры. Брэд кусает Марвина, и тот сбегает, а Карлосу приходится добить заражённого Брэда Викерса. Исследуя участок, Карлос и Тайрелл созваниваются с доктором Бардом, который забаррикадировался в госпитале, ожидая эвакуации.
Пережившая крушение поезда Джилл выбирается из метро и пытается связаться с Карлосом, когда на неё нападает Немезис, мутировавший после сильных ожогов от взрыва поезда. Джилл вновь побеждает монстра, но тому удаётся ранить её шипом со своей кровью. Заражённая усиленной версией вируса, Джилл впадает в кому. В таком состоянии её находит Карлос и доставляет в ту же самую больницу, где прячется Бард. Добравшись до его кабинета, Карлос находит учёного застреленным кем-то посторонним, а в его записях — упоминание о готовой вакцине против Т-вируса. Достав дозу вакцины для Джилл, Карлос вводит ей лекарство, когда до больницы добирается Тайрелл с ужасной новостью: правительственные войска больше не могут поддерживать оцепление вокруг города, поэтому было решено уничтожить Раккун-Сити ядерным ударом на рассвете.
Джилл приходит в себя и спускается в «NEST-2», лабораторию Umbrella под больницей, куда ушёл ранее и Карлос в поисках запасов вакцины — с их помощью он и Тайрелл хотят убедить военных, что Т-вирус всё ещё излечим, и город можно спасти. Продвижение по лаборатории для Джилл усложняет и Николай, обесточивший лифт и открывший вольеры с мутантами в погрузочной зоне. Вскоре Джилл нагоняет Тайрелл и сообщает ей хорошую новость: правительство согласилось отменить бомбардировку города в обмен на образец вакцины — при условии что его передадут им до назначенного для запуска ракеты времени. В лабораторию также проникает мутировавший Немезис и убивает Тайрелла, а Джилл баррикадируется в исследовательском корпусе, чем выигрывает себе время для синтеза вакцины из подручных средств. Прорвавшийся туда Немезис загоняет Джилл в утилизационное крыло лаборатории, где Николай, прежде чем вновь оставить её на милость чудовища, отбирает у Джилл вакцину и уходит. Прибывший Карлос помогает Джилл одолеть Немезиса и затапливает резервуар с ним кислотой, чтобы растворить мутанта заживо. Джилл и Карлос пытаются догнать Николая, но выход из лаборатории преграждает Немезис, сильно мутировавший из-за неконтролируемой регенерации. Пока Карлос бросается в погоню за предателем, Джилл в последний раз даёт бой чудовищу и убивает его с помощью экспериментального рельсотрона.
Выбравшаяся из лаборатории Джилл сталкивается с Николаем, который к тому времени ранил Карлоса и собирается угнать последний эвакуационный вертолёт. Чтобы поглумиться над противницей, он разбивает ампулу с вакциной, тем самым аннулируя сделку с правительством и обрекая город на гибель. Карлос и Джилл из последних сил побеждают Николая. Тот предлагает ей сделку: если они заберут его с собой из города, Николай сдаст им своего нанимателя, по инструкциям которого и саботировал действия отряда Михаила с целью скомпрометировать Umbrella. Однако Джилл отказывается и оставляет его одного на крыше перед бомбардировкой.
Наблюдая из вертолёта за уничтожением города, Карлос спрашивает Джилл, чем она займётся теперь. Глядя на разбитую Николаем ампулу из-под вакцины, Джилл отвечает, что сделает всё возможное, чтобы корпорация Umbrella ответила за гибель Раккун-Сити.

## Разработка
Разработка Resident Evil 3 началась в 2019 году, когда разработка Resident Evil 2 была на завершающей стадии, в виде ремейка оригинальной Resident Evil 3: Nemesis 1999 года. Resident Evil 3 стал логическим завершением трилогии ремейков классических оригинальных игр. В качестве разработчиков Capcom привлекла внутреннюю студию K2 Inc и внешние компании Red Works и M-Two. Директором разработки стал Киёхико Саката, участвовавший в разработке оригинальной игры в роли дизайнера и программиста. Так как разработка Resident Evil 2 и Resident Evil 3 велась параллельно, обе игры имеют множество общих ассетов и локаций и используют общий игровой движок Capcom RE Engine.
В качестве модели главной героини Джилл Валентайн была приглашена российская модель Александра Зотова. Внешний облик главного антагониста игры — Немезиса — претерпел несколько итераций в процессе разработки. Главным визуальным отличием от оригинального концепта стала одежда Немезиса — теперь он был облачён в мешки для трупов вместо нормальной одежды. Киёхико Саката объяснял это тем, что «Немезис не является готовой моделью [Тирана], он всего лишь прототип», его творцам приходилось создавать снаряжение в спешке. Саката хотел, чтобы Немезис постоянно искал и преследовал главного персонажа, но после того, как увидел аналогичное поведение у «Мистера Икс» в разрабатываемом Resident Evil 2, он понял, что игравшие в вторую часть люди не будут сильно удивлены действиями антагониста его игры. В итоге команда разработки изменила искусственный интеллект Немезиса таким образом, чтобы он мог использовать оружие, хватать персонажа своими отростками и достаточно далеко прыгать, чтобы оказываться прямо перед лицом главного персонажа. Поведение Немезиса должно было вселять в игрока ощущение постоянного преследования неумолимым противником, но также должно было давать игроку небольшие передышки между атаками, давая ощущение, что главная героиня может справляться с ним.
Хотя события Resident Evil 3 происходят в тех же локациях, что и в Resident Evil 2, все они подверглись различным изменениям, а некоторые локации, которые были в оригинале, были вырезаны: в этот список попали часовая башня, кладбище, парк и городская ратуша. Множественные концовки и влияющие на общий исход события были также удалены. При этом нарративная составляющая игры была значительно расширена, так как Саката хотел выдать более целостную историю. В новом сюжете «напарнику» Джилл Карлосу была отведена более значительная роль.
Режим побега («Mercenaries — Operation: Mad Jackal»), присутствовавший в оригинале, был удалён, вместо него Capcom решила добавить разрабатывавшуюся до этого отдельно Resident Evil: Resistance в качестве мультиплеерной составляющией.

## Выпуск
Игра была анонсирована 10 декабря 2019 года в рамках мероприятия State of Play компании Sony. В тот же день были сообщены платформы выхода — PlayStation 4, Xbox One и Windows, а также точная дата выхода — 3 апреля 2020 года.
Коллекционное издание для стран Северной Америки и Европы включает копию игры, фигурку Джилл Валентайн, артбук, постер в виде карты Раккун-Сити, а также саундтрек на двух компакт-дисках.
Resident Evil: Resistance, анонс которой состоялся ранее, был включён в состав Resident Evil 3 в виде мультиплеерного дополнения. Японская версия оригинальной Resident Evil 3 носила название «Последний побег». В обоих случаях герои пытаются сбежать, поэтому Capcom решила выпустить два проекта вместе, а не по отдельности.
18 марта 2020 года появилась демоверсия Resident Evil 3. В связи с проходящей в этот момент пандемией COVID-19 Capcom UK предупредили, что в Европе выпуск на физических носителях может быть задержан. 28 апреля 2020 года разработчики анонсировали загружаемое дополнение — классические костюмы для Джилл и Карлоса, которые будут доступны без предварительного заказа.
Версии для консолей следующего поколения PlayStation 5 и Xbox Series X/S (а также для Windows) были выпущены 13 июня 2022 года во составе масштабного обновления, включавшего также новые версии для Resident Evil 7: Biohazard (2017) и Resident Evil 2 (2019). Обновленные версии игр получили улучшения визуального оформления, включая трассировку лучей и режим с высокой частотой кадров. Версия для PlayStation 5 также поддерживает новые возможности контроллера DualSense. Владельцы любых версий игры, включая версии для PlayStation 4 и Xbox One, получили обновление бесплатно. 30 августа 2022 года появились исправления для PlayStation5 и Xbox Series X/S. Поддержка DirectX 11 официально прекратилась с 12 июля 2023 года.

## Продажи
В британском розничном чарте Resident Evil 3 продался в два раза хуже предыдущего ремейка. В Японии также не удалось обойти прошлые показатели — за первые три дня новинку приобрели 189 тысяч человек. Причиной этого стал карантин из-за пандемии COVID-19, после введения которого большинство магазинов временно закрылись, а люди самоизолировались. В отчёте NPD Group за март 2020 года игра заняла 4 место в топ-20 по продажам в США. Согласно пресс-релизу Capcom, на 13 апреля 2020 года отгрузки составили 2 млн копий, из них половина пришлась на цифровой контент. В отчёте за финансовый год появилась цифра 2,7 млн. На 30 сентября 2020 года было уже 3 млн. Квартальный отчёт на конец 2020 года показал 3,6 млн — выше, чем у оригинальной игры. Отвечая на вопросы инвесторов, компания заявила, что «результаты не особо отклоняются от нашего внутреннего плана». Цифровые продажи составили примерно 60 %. Также Resident Evil 3 заняла 5 место в топ-20 самых продаваемых игр апреля 2020 года в британской рознице. 29 октября 2021 года Capcom назвала ремейк хитом после достижения результата 3,9 млн копий. Согласно отчёту Capcom продажи игры на 31 декабря 2021 года составляли 4,9 млн копий. 8 февраля 2022 года поступила информация о более 5 млн копий. К 30 июня 2023 года показатели обновились до 7,6 млн копий, на 31 марта 2025 года — 9,9 миллионов.

## Отзывы и критика
| Сводный рейтинг       | Сводный рейтинг                        |
| Агрегатор             | Оценка                                 |
| --------------------- | -------------------------------------- |
| Metacritic            | (PC) 77/100 (PS4) 79/100 (XONE) 84/100 |
| OpenCritic            | 79/100                                 |
| «Критиканство»        | 78/100                                 |
| Иноязычные издания    |                                        |
| Издание               | Оценка                                 |
| 4Players              | 8/10                                   |
| Destructoid           | 8/10                                   |
| Edge                  | 6/10                                   |
| EGM                   | [ 66 ]                                 |
| Famitsu               | 36/40                                  |
| Game Informer         | 9/10                                   |
| GameRevolution        | [ 69 ]                                 |
| GameSpot              | 6/10                                   |
| GamesRadar+           | [ 71 ]                                 |
| GameStar              | 84/100                                 |
| Hardcore Gamer        | [ 73 ]                                 |
| IGN                   | 9/10                                   |
| Jeuxvideo.com         | 15/20                                  |
| PCGamesN              | 7/10                                   |
| PC Gamer (US)         | 58/100                                 |
| Push Square           | 7/10                                   |
| Shacknews             | 9/10                                   |
| The Daily Telegraph   | [ 80 ]                                 |
| The Guardian          | [ 81 ]                                 |
| USgamer               | [ 82 ]                                 |
| VG247                 | [ 83 ]                                 |
| VideoGamer            | 8/10                                   |
| Video Games Chronicle | [ 85 ]                                 |
| Daily Mirror          | [ 86 ]                                 |
| Русскоязычные издания |                                        |
| Издание               | Оценка                                 |
| 3DNews                | 6/10                                   |
| GameMAG.ru            | 9/10                                   |
| Gametech              | без оценки                             |
| GoHa.Ru               | 8/10                                   |
| «IGN Россия»          | 7/10                                   |
| PlayGround.ru         | 8/10                                   |
| Riot Pixels           | 66 %                                   |
| StopGame.ru           | Изумительно                            |
| «Игромания»           | [ 8 ]                                  |
| «Игры Mail.ru»        | 8,5/10                                 |
| «Канобу»              | 8/10                                   |

Resident Evil 3 получил «в целом благоприятные» отзывы, согласно сайту Metacritic.
Kotaku положительно оценил игру, назвав её «интенсивным и уверенно выполненным опытом Resident Evil». IGN дал ремейку 9/10 и сказал, что он такой же сильный, как и Resident Evil 2. GameSpot пишет, что игра начинается хорошо, но не может выдержать дальше. PC Gamer поставил игре 58/100, подытожив: «Это, в конечном счете, чрезвычайно мелкая игра, с щедрыми производственными ценностями, неспособными замаскировать, насколько поспешно и недвусмысленно она себя чувствует». Eurogamer также раскритиковал, сказав, что «всё это — темп, прогресс, действие и дизайн Немезиса, способствует ощущению, что ремейк Resident Evil 3 закончился слишком рано».The Verge оставил положительный отзыв, но отметил короткую продолжительность, добавив, что во время прохождения было весело.
Рецензенты пришли к выводу, что у разработчиков получилась неплохая игра, но её уровень оказался значительно ниже как вышедшего годом ранее ремейка Resident Evil 2, так и оригинальной Resident Evil 3: Nemesis 1999 года. Во-первых, есть только один сценарий и отсутствует разветвлённость. Во-вторых, темп повествования и игровой процесс переходят от ужаса с элементами выживания в обычный экшен. В-третьих, ремейк лишился подзаголовка «Немезис» — по словам критиков, монстр не удался. Из-за этого пользователи сами выпустили модификацию, где заменили его на классический вид из Marvel vs. Capcom: Infinite.
По мнению DTF, Capcom сделали боевик вместо ужасов, и новодел по многим параметрам проигрывает оригиналу 1999 года. Отрицательные отзывы получили персонажи, музыка и обстановка, урезанные или отсутствующие локации, Немезис как главный антагонист. Пропал выбор в стиле QTE, добавлявший напряжения. Головоломки сокращены, также отсутствует возможность решать загадки с музыкальными шкатулками. Записок мало, интересных историй они не рассказывают и драматизма не несут. Упрощены операции с инвентарём. В финальной битве Немезис превращается в сущность из Resident Evil 6, а рельсовая пушка выглядит как будто из аниме про гигантских боевых роботов.